# Mont-sur-Rolle
Pour les articles homonymes, voir Mont.
Mont-sur-Rolle est une commune suisse du canton de Vaud, située dans le district de Nyon, elle fait partie de La Côte.

## Nom
Montibus et « Mont loz Grant » sont attestés en 1403. L’appellation « Mont-le-Grand » est en vigueur jusqu’au XIXe siècle par opposition à « Mont-le-Vieux », puissante seigneurie sur le territoire d’Essertines-sur-Rolle. La forme moderne de Mont-sur-Rolle s’est imposée au XXe siècle seulement.

## Population

### Gentilé et surnom
Les habitants de la commune se nomment les Montois.
Ils sont surnommés lè Rapelyon (les grapillons de raisin en patois vaudois),.

## Histoire

Vue aérienne de 300 m par Walter Mittelholzer (1930).

Ce territoire a livré des objets préhistoriques, un tumulus, des tombes peut-être d’époque romaine et des sites funéraires du haut Moyen Âge. Il est traversé par l'ancienne Vy de l’Etraz (via strata, voie pavée), souvent interprétée comme voie romaine, mais qui fait partie d'une voie de communication sans doute antérieure à la colonisation romaine, et reliant les centres commerciaux qu'étaient Lyon, Genève et Bâle. Les Romains n'ont fait que la développer.
Mont-le-Grand est au Moyen Âge une importante seigneurie appartenant à la famille des Monts, dont le château primitif, accompagné d'un petit « Bourg Sainte-Marie », se situe au-haut de la commune, sur le Molard. Une première dynastie des seigneurs de Mont semble attestée vers l'an mil, et une seconde commence au XIIe siècle avec Louis de Mont, suivi de plusieurs Ebal. Ebal II a joué un grand rôle auprès du roi d’Angleterre et est impliqué dans la construction du château de Rolle.
Bourg et château de Mont ont sans doute brûlé en 1475 lors des guerres de Bourgogne. La seigneurie était passée vers 1400 aux La Sarraz, suivis des St-Trivier (de la 1re moitié du XVe siècle aux débuts du XVIe siècle) ; ensuite à François Noyel de Bellegarde des Marches († v. 1556 ; 3° mari de Claude de St-Trivier) ; puis vers 1549/1550 aux Champion de La Bâtie, et à Michel de Gruyère, comte de Gruyère et baron d'Aubonne, avant d’être acquise en octobre 1553 par Hans Steiger (Jean Steiger), Trésorier du Pays de Vaud, bientôt acquéreur aussi de la baronnie de Rolle et Mont-le-Vieux en 1558. La seigneurie de Mont restera dans cette même famille jusqu’à la Révolution vaudoise de 1798.
Curieusement, il n'existe pas véritablement de village éponyme. Goethe, en 1779, signale « le petit village de Mont, dispersé et qu'on pourrait dire une chaîne d'habitations champêtres et de maisons de vignerons ». Mont est en effet composé de trois secteurs principaux, dont deux portent le nom d’Hautecour et Autecour, le troisième étant dit La Versoix. Par ailleurs, le quartier de Germagny remonte à l'an mil, il y avait là au XVe siècle un four et une maison seigneuriale. La « mesure de Germagny » était communément en usage dans la région pour les céréales et le vin.
De nombreuses et anciennes propriétés isolées, à la fois maisons de maîtres et maisons vigneronnes, s'élèvent au milieu des vignes qu'elles exploitent.

## Patrimoine bâti
Temple. L'ancienne église de Bourg Sainte-Marie, près du château féodal, reste en usage encore après l'abandon de cette petite agglomération ; elle devient temple protestant à la Réforme et est utilisée jusque vers 1565. La commune acquiert alors un terrain plus proche, « En Romanel », avec une maison qu'elle adapte à ce nouvel usage religieux. Puis on construit en 1841 un nouveau temple dans les vignes, selon un projet de l'architecte Henri Perregaux, bel édifice similaire à celui de La Sarraz dont la façade néoclassique à fronton est dominée par un clocher-porche saillant. Inscrit à l'inventaire cantonal du patrimoine en 1974.
Forteresse médiévale. Sur le Molard dominant Mont-sur-Rolle, l’ancien château est attesté déjà en 996 à l'occasion d'un acte passé in vico S. Mariae qui dicitur castello Mont. Ce château est encore appelé « Mont Sainte-Marie » en 1208, mais en 1238 Ebal Ier dit simplement « mon château de Mont ». Incendié en 1475, il est encore mentionné en 1498, mais est ensuite abandonné au profit d’une maison forte dans les vignes.
Château. L'édifice est mentionné dès 1517 comme simple « maison dans les vignes », résidence de Claude de Saint-Trivier, dame de Mont. On parle en 1597 d'une « maison forte », et d'un « château nouvellement bâti » en 1627. Jean-Louis Steiger, seigneur de Bière, le reçoit en 1676 et y apporte diverses modifications en 1695. Puis le domaine passe à Béat-Louis de Mülinen, en 1766 à Joseph Bouër et à ses héritiers, en 1809 à Charles-François Jenner, en 1845 à Frédéric Bouffard, en 1911 à la famille Naef. Cette demeure est implantée à la limite supérieure des vignes, d’où elle domine la maison de commune et l’ancienne église, assez proches. Inscrit à l'inventaire cantonal du patrimoine en 1976.
La Grosse Maison (route du Château 1). Imposante demeure vigneronne construite sans doute par Pierre Billon en 1577 pour Isaac de Mestral, seigneur de Pampigny et longtemps dite « maison au Clos du Château ». L’appellation « Grosse Maison » apparaît vers la fin du XVIIIe siècle. L’immeuble est acquis en 1980 par la Commune de Mont-sur-Rolle qui y établit son administration. Inscrite à l'inventaire cantonal du patrimoine en 1976.
Au Couvent (chemin des Truits 1). Imposante maison vigneronne. Au Moyen Âge, l’évêque de Genève possédait à Mont-le-Grand (Mont-sur-Rolle) un domaine viticole et une maison appelée « Sainte-Croix ». L’ensemble est donné en 1273 à l'abbaye cistercienne de Bonmont. Il s’agit peut-être de l’immeuble au lieu-dit « Es Croix », puis appelé « Au Couvent » à partir du XIXe siècle. Inscrite à l'inventaire cantonal du patrimoine en 1974.
Belletruche (route de Germagny 2). Imposante maison vigneronne. Depuis le XVIe siècle, ce domaine est en mains de familles patriciennes bernoises. Transmis essentiellement par les femmes, il n'a été vendu qu’une seule fois. Son histoire paraît remonter à Hans Franz Nägeli, commandant des troupes bernoises qui conquièrent le Pays de Vaud en 1536. Il passe ensuite aux familles de Watteville, Wurstemberger, Willading, May, puis aux descendants de ces derniers, les de Hallwyl, de Mulinen, et enfin, en 1915, à la famille d’Erlach. Inscrite à l'inventaire cantonal du patrimoine en 1976.
La Viborne (route de Germagny 8). Cette maison vigneronne trapue figure sur un plan de 1715 et appartient alors à David Quisard, seigneur de Crans. Elle passe par la suite aux Delafléchère, au Duplessis, aux Rillet, et en 1931 à Alfred Desponds. Inscrite à l'inventaire cantonal du patrimoine en 1976.
La Maison Blanche (chemin de la Maison-Blanche). Imposante maison vigneronne, acquise en 1528 par Jean Mestral, seigneur d’Aruffens. Ce domaine viticole est resté dès lors aux mains de cette même famille de Mestral, qui posséda (et possède encore) de nombreux châteaux en Pays de Vaud. Inscrite à l'inventaire cantonal du patrimoine en 1974.
Germagny (route de Germagny 7). Imposante maison vigneronne, acquise en 1606 par Hans Steiger, baron de Rolle, et transformée en 1679 pour le colonel Gabriel Weiss par le maître maçon Pierre Billon. On trouve ici dès 1870 les Guiguer de Prangins, dont les descendants occupent toujours les lieux. Inscrite à l'inventaire cantonal du patrimoine en 1976.
Montbenay (chemin de Jérusalem). Ce toponyme, Monte Benedicto en 1284, rappelle l'abbaye de Montbenoît en Franche-Comté qui détenait en 1141 des droits dans ce secteur. Hans Franz Nägeli, conquérant du Pays de Vaud en 1536, achète en 1543 ce bien d’église. Nicolas de Watteville en devient propriétaire vers 1715. Ses descendants en sont toujours détenteurs. L’imposante maison vigneronne reçoit vers 1820 une façade méridionale d’inspiration néoclassique. Inscrite à l'inventaire cantonal du patrimoine en 1976.
Autecour (route de Mont-le-Grand 2). Imposante maison vigneronne, construite vers 1663, sans doute pour Hans Rudolf Wurstemberger. Domaine acquis en 1938 par le marchand de vin Arnold Schenk. Classée monument historique en 1956.
Maison de la Place (route de Mont-le-Grand 29). Cet édifice d'origine médiévale est transformé avant 1779 pour un Genevois, le professeur de droit Jean-Manassé Cramer, par la construction d’une nouvelle façade côté lac, très représentative, dans le style cossu de la seconde moitié du XVIIIe siècle. Classée monument historique en 1956.
Hautecour (chemin du Stand 13-15). Petite maison vigneronne attestée en 1715. Le lieutenant baillival Jean-Emmanuel Charbonnier fait bâtir la maison vigneronne actuelle en 1752. Goethe s’arrête ici en 1779. Modernisation du bâtiment en 1840 dans le goût néoclassique. Inscrite à l'inventaire cantonal du patrimoine en 1991.
En la Favaz (route de la Versoix 15). L'édifice comprend deux parties : l’une avec façade néoclassique élevée en 1825 par Jean-Étienne Gallay, l'autre construite trente ans plus tard pour Théodore-Jules-Gustave de Meuron, avec une légère saillie donnant l'illusion d'une tour. Protection générale 1991.
L'Abbaye (route de l’Etraz). Imposante maison vigneronne. En 996 déjà, l'abbaye de Romainmôtier est gratifiée de biens dans ce secteur, et les moines cisterciens de l'abbaye de Bonmont y reçoivent également des parcelles vers 1170. Une « grange » y est attestée en 1189. Après la conquête du Pays de Vaud par les Bernois en 1536, ces biens ecclésiastiques sont confisqués au profit des nouvelles autorités. Un ancien « hôpital de Bonmont » s’élevait à l'emplacement de la maison vigneronne actuelle ; cette dernière a été bâtie vers la fin du XVIe siècle. Importantes transformations vers 1757 avec la construction d’une tourelle d’escalier. Ce bien, à nouveau confisqué en 1798 lors de la Révolution vaudoise, a été acquis en 1802 par la Ville de Lausanne. Inscrit à l'inventaire cantonal du patrimoine en 1991.
Crochet (chemin de Crochet 1-3). Imposante maison à la fois noble (siège de la seigneurie du Rupalet) et vigneronne. Mentionné pour la première fois en 1362, le domaine appartient alors à Johannod du Rupalet. Après la conquête du Pays de Vaud par les Bernois en 1536, on trouve ici des familles patriciennes bernoises, notamment les Wurstemberger, les de Luternau, puis les May. Importante rénovation de l’édifice durant la seconde moitié du XVIIe siècle. Actuellement propriété de la famille de Morsier. Inscrit à l'inventaire cantonal du patrimoine en 1991.
Jolimont (chemin de Jolimont 3). Élégante maison de campagne néoclassique bâtie vers 1829-1830 pour Alexandre-Louis-Eugène Rolaz du Rosey. Sa dépendance rurale date de la même époque. Inscrit à l'inventaire cantonal du patrimoine en 1991.

## Le vignoble et ses vins
Mont-sur-Rolle est également une appellation vinicole de La Côte vaudoise qui s'étend sur les 250 hectares de vignoble du coteau qui couvre le territoire des communes de Mont-sur-Rolle, Rolle, Essertines-sur-Rolle, ainsi qu'une partie de Perroy.